# In Your House 15: A Cold Day in Hell
In Your House 15: A Cold Day in Hell foi um pay-per-view (PPV) de wrestling profissional produzido pela World Wrestling Federation (WWF, agora WWE). O evento ocorreu em 11 de maio de 1997, no Richmond Coliseum, em Richmond, Virgínia. A parte do show transmitida em PPV contou com cinco lutas, além de uma luta no pré-show Free for All e uma luta dark após o evento principal. Este foi o décimo quinto evento da cronologia do In Your House.
O evento principal da parte televisionada contou com The Undertaker defendendo o WWF Championship contra Stone Cold Steve Austin, no qual The Undertaker manteve seu título. Já no evento principal da parte não televisionada, The Legion of Doom (Hawk e Animal) derrotaram os Campeões de Duplas da WWF Owen Hart e The British Bulldog por desqualificação, mas, como o título não pode mudar de mãos por desqualificação, os campeões retiveram os cinturões. O evento também marcou a estreia no ringue do ex-campeão de MMA Ken Shamrock, que enfrentou Vader no card secundário.
Com o lançamento da WWE Network em 2014, este evento se tornou disponível sob demanda, mas não inclui o pré-show Free for All nem a luta dark realizada após o show principal.

## Produção

### Conceito
In Your House foi uma série de eventos mensais de pay-per-view (PPV) de wrestling profissional, produzida pela primeira vez pela World Wrestling Federation (WWF, atualmente WWE) em maio de 1995. Esses eventos iam ao ar nos meses em que a empresa não realizava um dos seus cinco principais PPVs da época (WrestleMania, King of the Ring, SummerSlam, Survivor Series e Royal Rumble) — e, por isso, eram vendidos por um preço mais acessível. O In Your House 15: A Cold Day in Hell aconteceu em 11 de maio de 1997, no Richmond Coliseum, em Richmond, Virgínia. O nome do evento foi baseado na rivalidade entre Stone Cold Steve Austin e The Undertaker.

### Rivalidades
O In Your House 15: A Cold Day in Hell consistiu em lutas de wrestling profissional envolvendo lutadores que faziam parte de rivalidades e histórias previamente estabelecidas, desenvolvidas no Monday Night Raw — principal programa televisivo da WWF. Os lutadores assumiam os papéis de heróis ou vilões enquanto seguiam uma sequência de acontecimentos que aumentavam a tensão, culminando em uma luta ou série de lutas no evento.

## Evento
Durante o pré-show Free For All, Bret Hart, Jim Neidhart, Owen Hart, The British Bulldog e Brian Pillman foram entrevistados nos bastidores, afirmando que compraram ingressos para o evento para assistir à luta de Stone Cold Steve Austin mais tarde naquela noite.
Durante o pay-per-view, Ahmed Johnson enfrentou os três membros da Nation of Domination (NOD) em uma luta Gauntlet. Antes da luta começar, o presidente da WWF, Gorilla Monsoon, veio até o ringue e expulsou todos os membros da NOD que não estavam lutando, forçando o manager Clarence Mason, D'Lo Brown e outros a deixarem a área do ringue. Johnson derrotou Crush no primeiro confronto em pouco mais de cinco minutos. A segunda luta terminou em desqualificação quando Savio Vega acertou Johnson repetidamente com uma cadeira. A desqualificação proposital foi usada para preparar Johnson como uma vítima fácil para o líder da Nation of Domination, Faarooq. Faarooq fingiu uma lesão no braço e então rapidamente atacou o joelho de Johnson, conquistando uma vitória rápida.
A luta entre o ex-campeão do Ultimate Fighting Championship Ken Shamrock e Vader teve regras mistas, como um híbrido entre luta livre e MMA, permitindo apenas vitória por submissão ou nocaute. Durante a luta, Shamrock acidentalmente quebrou o nariz de Vader com uma sequência de joelhadas no rosto, fazendo com que Vader revidasse com um lariat forte. No final, Shamrock forçou Vader a desistir com uma chave de tornozelo.
A Hart Foundation se fez presente durante o evento principal entre The Undertaker e Stone Cold Steve Austin. Em certo momento, quando parecia que Austin estava prestes a vencer, Pillman tocou o sino antes da hora, causando uma distração. No final, The Undertaker derrotou Steve Austin com um pin, seguido por Neidhart, Owen Hart, Bulldog e Pillman atacando ambos os lutadores. Momentos depois, Steve Austin derrubou Bret Hart de sua cadeira de rodas e usou uma das muletas de Hart como arma para expulsar todos os membros da Hart Foundation.

## Resultados
| Nº                                          | Resultados                                                                                             | Estipulações                                  | Tempo |
| ------------------------------------------- | --- | --------------------------------------------- | ----- |
| Free For All                                | Rockabilly (com The Honky Tonk Man) derrotou Jesse James                                               | Luta individual                               | 3:36  |
| 1                                           | Hunter Hearst Helmsley (com Chyna) derrotou Flash Funk                                                 | Luta individual                               | 10:05 |
| 2                                           | Mankind derrotou Rocky Maivia                                                                          | Luta individual                               | 8:46  |
| 3                                           | Nation of Domination (Faarooq, Savio Vega e Crush) derrotaram Ahmed Johnson                            | Luta Gauntlet                                 | 13:25 |
| 4                                           | Ken Shamrock derrotou Vader                                                                            | Luta No Holds Barred                          | 13:21 |
| 5                                           | The Undertaker (c) derrotou Stone Cold Steve Austin                                                    | Luta individual pelo WWF Championship         | 20:07 |
| Dark                                        | The Legion of Doom (Hawk e Animal) derrotaram Owen Hart e The British Bulldog (c) por desclassificação | Luta de duplas pelo WWF Tag Team Championship | 5:00  |
| (c) – Refere-se aos campeões antes da luta. | |                                               |       |